# 馬上の人
『馬上の人』(The Man on Horseback)とは1962年に政治学者サミュエル・E・ファイナーにより発表された政軍関係の研究である。

## 概要
それまでの軍事政治学の主要な研究であったハンチントンの『軍人と国家』に反論を加える形でファイナーにより1962年にペルメル出版社から刊行されたのが本書『馬上の人』である。この著作ではハンチントンが述べたプロフェッショナリズムの高度化による文民統制の達成ではなく、政治文化の概念を導入しながら文民統制の議論を展開している。
ファイナーはプロフェッショナリズム批判を踏まえて軍隊は政府と衝突する事例が数多く認められることを指摘した。このような事態を生み出す原因は軍隊のプロフェッショナリズムの逆機能として文民以上の国家の奉仕者であると考える自己意識、プロフェッショナリズムにより軍隊以外の社会を資源の供給源として見なす意識、そして政府により軍隊が利用されることへの反発意識の三種類に類型化される。ファイナーは軍隊のプロフェッショナリズムが政治介入を抑制するものではなく、むしろ促進するものであると主張した。その介入は影響力の行使から圧力の行使、支配者の再配置、軍人独裁の確立までに及ぶものである。
このような軍隊の政治介入を抑制するためには政治文化の程度を高度化する必要があると論じる。つまり権力移譲に関する手続の承認や最高権力者に関する合意、そして公衆の役割や中間団体の存在などから特徴付けられる政治文化によって軍隊を統制することが可能となる。政治文化の程度によっては成熟した政治文化や発達した政治文化、低度の政治文化、最低限の政治文化という四つの段階に区分できるとファイナーは論じた。